# Campeonato de Escocia de Rugby 2021-22
El Campeonato de Escocia de Rugby 2021-22 fue la cuadragésima octava temporada de la Primera División de rugby de Escocia.

## Sistema de disputa
Cada equipo disputó encuentros frente a cada uno de los rivales en condición de local y de visita.
Luego de la fase regular los cuatro mejores clasificados disputaron una semifinal enfrentándose el primer clasificado frente al cuarto y el segundo frente al tercero.
Puntuación
Para ordenar a los equipos en la tabla de posiciones se los puntuará según los resultados obtenidos.
- 4 puntos por victoria.
- 2 puntos por empate.
- 0 puntos por derrota.
- 1 punto bonus por ganar haciendo 3 o más tries que el rival.
- 1 punto bonus por perder por siete o menos puntos de diferencia.

## Temporada Regular
| Pos. | Equipo                 | Encuentros | Encuentros | Encuentros | Encuentros | Tantos | Tantos | Tantos | PB | PB | Puntos |
| Pos. | Equipo                 | PJ         | PG         | PE         | PP         | F      | C      | Dif    | BO | BD | Puntos |
| ---- | ---------------------- | ---------- | ---------- | ---------- | ---------- | ------ | ------ | ------ | -- | -- | ------ |
| 1.º  | Currie Chieftains      | 18         | 17         | 0          | 1          | 674    | 213    | +461   | 14 | 1  | 83     |
| 2.º  | Marr RFC               | 18         | 15         | 0          | 3          | 507    | 271    | +236   | 12 | 1  | 73     |
| 3.º  | Hawick                 | 18         | 13         | 0          | 5          | 500    | 339    | +161   | 8  | 2  | 62     |
| 4.º  | Edinburgh Accies       | 18         | 11         | 0          | 7          | 493    | 414    | +79    | 12 | 4  | 60     |
| 5.º  | Glasgow Hawks          | 18         | 8          | 0          | 10         | 371    | 395    | -24    | 6  | 3  | 41     |
| 6.º  | GHA                    | 18         | 8          | 0          | 10         | 400    | 473    | -73    | 6  | 2  | 40     |
| 7.º  | Musselburgh RFC        | 18         | 6          | 0          | 12         | 405    | 615    | -210   | 7  | 0  | 31     |
| 8.º  | Jed-Forest RFC         | 18         | 5          | 1          | 12         | 374    | 518    | -144   | 5  | 3  | 30     |
| 9.º  | Selkirk RFC            | 18         | 3          | 1          | 14         | 327    | 429    | -102   | 5  | 5  | 24     |
| 10.º | Aberdeen Grammar Rugby | 18         | 3          | 0          | 15         | 294    | 678    | -384   | 5  | 1  | 18     |

|  | Clasificados a semifinales.                            |
|  | Repechaje frente al subcampeón de la segunda división. |
|  | Desciende a la Segunda División.                       |

### Fase final

#### Semifinal
| 26 de marzo de 2022 | Currie Chieftains | 38 - 26 | Edinburgh Accies |  |  |

| 26 de marzo de 2022 | Marr RFC | 17 - 10 | Hawick RFC |  |  |

#### Final
| 2 de abril de 2022 | Currie Chieftains | 25 - 36 | Marr RFC |  |  |

| Bandera de Escocia |
| Campeón Marr RFC   |
| Primer título      |